# Nedgrävning

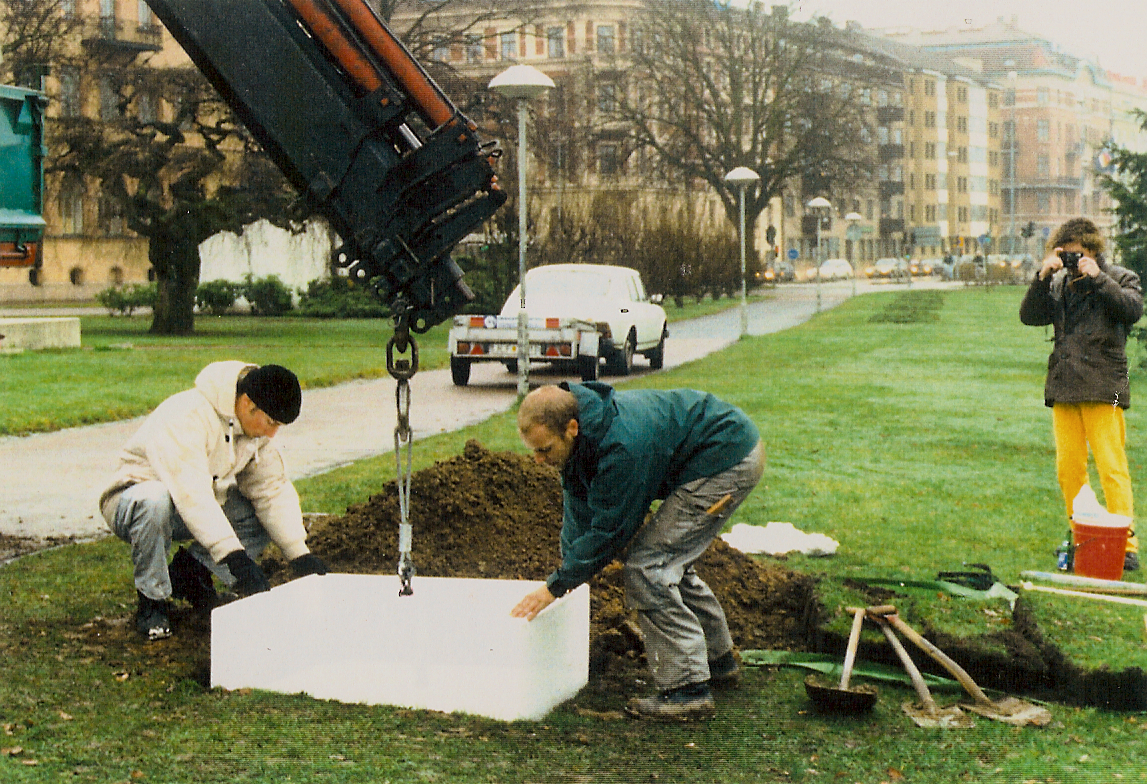
Nedgrävning i Picassoparken, 1994

Nedgrävning (engelska Burying, franska Enfouissement) är ett konceptkonstverk, som utfördes av Harald Persson (född 1970) i Picassoparken i Halmstad 1994.
Persson grävde en grop i gräsmattan i parken, i vilken sänktes ned en vit, en kubikmeter stor, betongkub, varefter markytan återställdes till ursprungligt skick. Utförandet dokumenterades genom en skrift, som utgavs i samband med en utställning på Stadsgalleriet i Halmstad 1995. Nedgrävning publicerades senare i en konstguide om offentlig konst i Halmstad 1999.
Liknande konceptkonstverk utfördes 2012 på Skeppsholmen i Stockholm ned en blå två kubikmeter stor betongkub[källa behövs] och 2013 vid Plage du Prado, 99 Promenade Georges Pompidou i Marseille med en röd tre kubikmeter stor betongkub[källa behövs].

## Bildgalleri

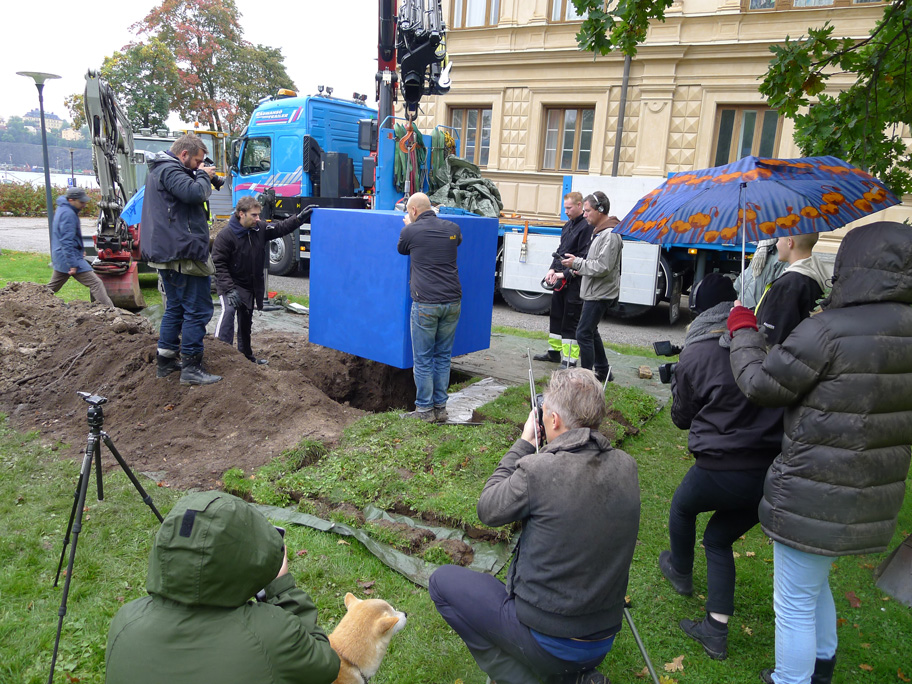
Nedgrävning på Skeppsholmen, 2012
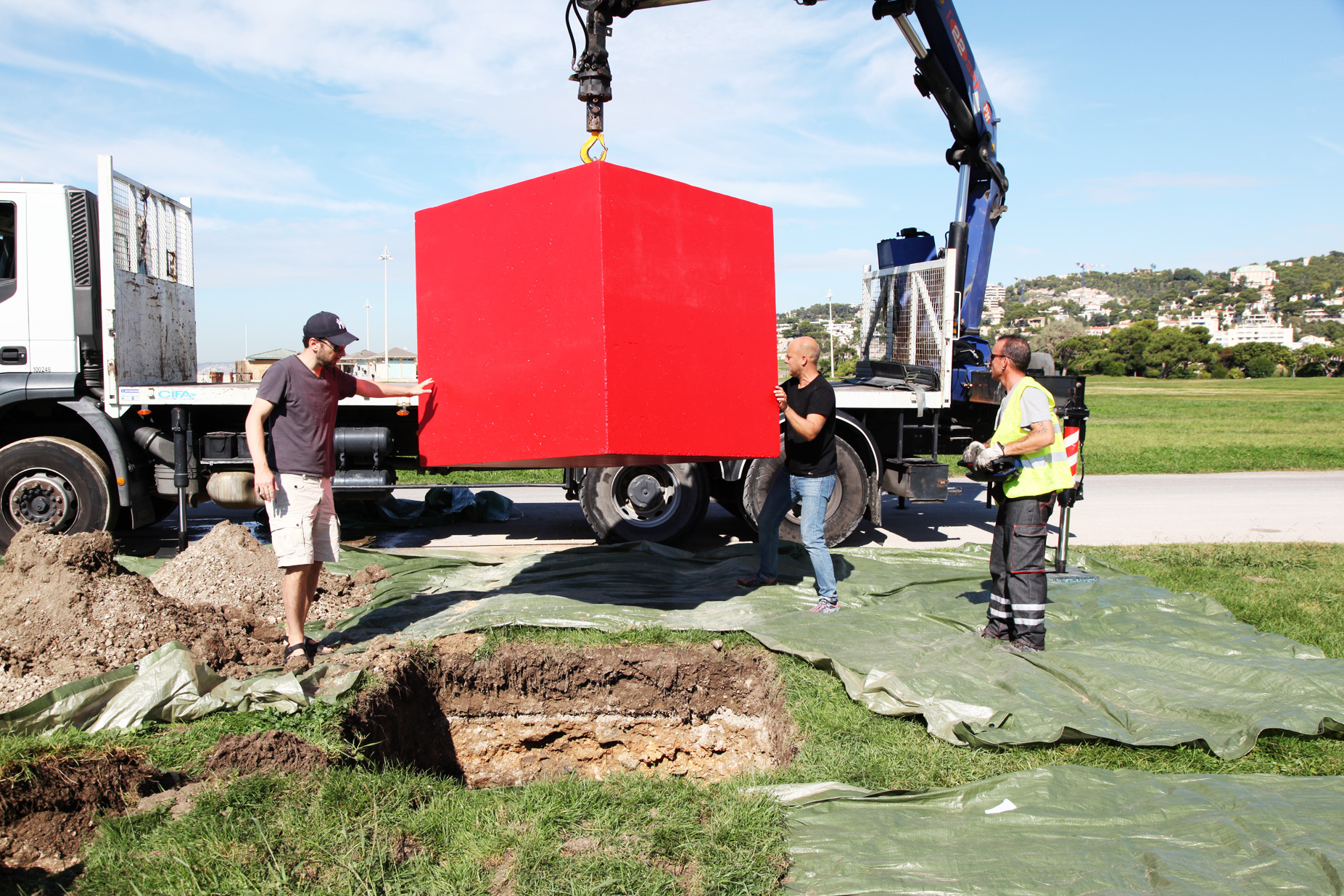
Nedgrävning i Marseille, 2013